# 飛龍の拳
『飛龍の拳』（ひりゅうのけん）は、カルチャーブレーンより発売された格闘アクションゲーム、および一連のゲームシリーズ名。

## 作品概要
1985年にアーケード用『北派少林 飛龍の拳』としてリリースされて以降、ゲーム内容を追加され様々な家庭用ゲーム機に続編が制作された。アーケード版は対戦型格闘ゲームのみだったが、ファミリーコンピュータへ移植された際に横スクロールアクションの要素が加えられ、以後のシリーズはほぼアクションゲーム＋格闘ゲームの内容に統一された。
自身や敵の部位に丸印で攻撃や防御の位置を示す「心眼」と呼ばれるシステムを採用している。印は上段・中段・下段に現れ、十字キーとボタンを使用して相手の○を狙って攻撃をしたり、狙われている○を防いだりすることができる。印には通常の赤い○のほか、青い○、R（ラッシュ）、☆（秘孔）がある。青い○は相手に倍のダメージを与えられ、Rへの攻撃が成功すればラッシュ攻撃へと移行し、☆への攻撃が成功すれば秘孔を突いて一撃で倒せる。
防いだり攻撃したりするとKOゲージが増えていく（『飛龍の拳III』以降ではガードが成功することで上昇するように変更）。KOゲージが100になると「闘気」「飛龍の拳」を放つことが出来るようになる。『飛龍の拳II』からは、「変身」「法力」といった新しい要素が加わった。なお、心眼システムが採用されているのは『飛龍の拳S ゴールデンファイター』までで、以後は通常のアクション式の対戦格闘となった、表記は漢字フォントがなく、全てひらがな・カタカナである。

## シリーズ

### アーケード版
アーケード版『北派少林 飛龍の拳』は1985年に旧日本ゲームが制作。対戦格闘部分のみで構成されている。日本国内ではタイトーが販売を担当。海外では『SHANGHAI KID』のタイトルでデータイーストUSAによってライセンス生産販売された。

### ファミリーコンピュータ版
飛龍の拳 奥義の書　1987年2月14日発売（1M+64KRAM、5,500円）CERO：A（全年齢対象）
アクションステージの道中モードが追加され、龍魔王率いる龍の牙が初登場した。ハヤトとミンミンも登場するが、この時点では仲間ではなく対戦相手の1人であった。パスワードコンティニューはできるが、ゲームオーバー時しかとることができない。北米では89年に『FLYNG DRAGON The Secret Scroll』のタイトルでNES版が発売された。初期生産分のみパッケージと説明書に表記されている社名が日本ゲーム名義になっている。
2014年9月10日より、Wii Uバーチャルコンソールで配信開始。また、2018年2月13日よりプロジェクトEGGでも配信開始(2022年7月31日に配信終了)。
飛龍の拳II ドラゴンの翼　1988年7月29日発売（2M、5,500円）CERO：A（全年齢対象）
変身、法力などの要素が追加。5人の龍戦士が揃い、ストーリー性が大幅強化。スクロール方向は固定ではなく自由に行き来可能。レベル制を採用。今回はゲームオーバーにならなくてもパスワードをとることができる。
難易度の低い「チビッコ用」、条件を満たさないと正体を見破ることの出来ない敵が出るなど難易度の上がった「マニア用」が存在。真のエンディングはマニア用をクリアしないと見ることが出来ない。
「アニメRPGモード」という、対決シーンでのアクション要素を廃して状況ごとに表示される攻撃、防御などのコマンド選択すると自動的に行動するモードが追加。道中は通常モードと同じ。
対戦モードが追加され、大規模な全国大会も開かれた。雑誌広告は見開きで、推薦文にアントニオ猪木や水野晴郎を起用するなど派手な宣伝展開を行っていた。
北米では90年に『FLYING WARRIORS』のタイトルで、次回作『飛龍の拳III』のグラフィックを取り入れ、道中の構成をリメイクしNESで発売された（ザコ敵の動きが速く、即死の穴が追加され、コンティニューも回数制になるなど難易度が高い）。登場人物のデザインがアメコミヒーロー調に変更されている（時代は既にスーパーファミコンに移行していたので海外版IIIは発売されなかった)。
2016年9月21日より、Wii Uバーチャルコンソールで配信開始。また、2018年9月11日よりプロジェクトEGGでも配信開始(2022年7月31日に配信終了)。
飛龍の拳III 五人の龍戦士　1990年7月6日発売（2M、6,300円）
キャラクターのデザインがリアル系になった。各龍戦士にスポットを当てた章立てで展開される。1撃で体力の数割を奪う程の攻撃力を持つ敵が出る、落ちたら即死の穴があるなど、難易度が高い。旋風脚や飛び膝蹴りなど各キャラクターの大技が差別化され、変身後は双剣や棍などの武器を持って戦うようになり、奥義「飛龍の拳」のエフェクトもキャラクター固有のものになった。前作にあったレベルアップシステムは廃止されたが、代わりに前作では共有だった5人各自のステータス、とくに各キャラクターで独立した体力値（前作では体力値も共有だったため、瀕死状態で仲間を交代すると次キャラクターが瀕死状態のまま登場するという、不自然なゲームシステムであった）を設けた。
飛龍の拳スペシャル ファイティングウォーズ　1991年6月21日発売（6,300円）
番外編的作品で、龍飛たち龍戦士（ミンミン以外）を含む各流派に2人ずついるキャラクターから選択して大会を勝ち進んでいく。ストーリーモードはなく、純然たる格闘モードのみが存在する。変身や法力、龍の牙との闘いといった要素は登場しない。トレーニングメニューをこなすことで獲得したポイントを使ってキャラクターを成長させていく。成長したキャラクターのパスワードを対戦モードで使用可能。タッグマッチモードでは試合中にタッチすることでメンバー交代できる。プロレスラーの体型がスマートになり、技も変化している。また、一部キャラクターには掴み技が追加された。

### スーパーファミコン版
飛龍の拳S ゴールデンファイター　1992年7月31日発売（12M、9,700円）
「S」はスーパーと読む。
また、ストーリーモードで龍の牙での対決では自動的に変身する。「なかま」ではミンミン以外変わることが出来る（ミンミンが深い傷を負ってしまったため）。
北米では93年に『ULTIMATE FIGHTER』のタイトルで発売、キャラクターは『FLYING WARRIORS』同様、アメコミ調のデザインに変更。
飛龍の拳S ハイパーバージョン　1992年11月11日発売（12M、9,700円）
『飛龍の拳S ゴールデンファイター』と基本的な内容は変わらないが、前作で批判された操作性とゲームバランスなどが調整された。対戦モードで同キャラクター対戦が可能になり、さらに処理落ちが少なくなるなど、ゲームの進行がテンポアップした改訂版である。前作ではパスワードによる裏技でプレイできたストーリーモードの敵とのCPU対戦モードが正式に実装された。
SD飛龍の拳　1994年6月17日発売（16M、9,800円）
シリーズで初めて登場人物が2頭身のSDキャラクターにデフォルメされた。心眼システムを廃し、相手の攻撃をギリギリ引きつけてガードしそのまま相手を掴んで攻撃に移るいわゆる当て身投げである「スーパーデフェンス」と　相手の攻撃に合わせてカウンターを決める「スーパーテクニック」その場で奥に移動し相手をかわす「サイドステップ」相手の背後に即座に回り込む「回り込み」など　全体的にリアルタイムで行うシステムが多くなった。

### ゲームボーイ版
飛龍の拳外伝　1990年12月22日発売（4M、3,500円）
グラフィックは『飛龍の拳III 五人の龍戦士』ベース。『III』同様に攻撃力の高い敵が出現し、落とし穴以外にも針山などの即死となる罠が多く難易度が高い。変身の演出はあるが、闘気のみで法力や棍は存在しない。容量の都合で仲間は登場せず、使用可能キャラクターは龍飛1人のみ。CPU相手の勝ち抜きモード＆対人戦あり。
龍飛峰に眠る秘宝「飛龍のメダル」を巡り、龍飛と新たな敵「ダークドラゴン」との戦いを描いている。パッケージや説明書にプロレスラー・獣神サンダー・ライガーの画像を用いてPRしていた。表記はカタカナがなく、ひらがな、数字、英語だけである（後述の『烈伝GB』も同じ）。
SD飛龍の拳外伝　1995年4月14日発売（8M、4,700円）
SFCの『SD飛龍の拳』の移植版。
SD飛龍の拳外伝2　1996年9月27日発売（8M、4,200円）
上記とほぼ同様。新たなキャラクター「ノエル」「ダバ」「ヘルブレット」「龍魔王」が追加された。
SD飛龍の拳EX　1999年4月30日発売（16M、4,500円）
上記の『SD飛龍の拳外伝2』の改良型でカラー共通、キャラクターや見た目はカラー化しただけに見えるが、キャンセルや連続技の追加、細部までゲーム性は練り直されてスピード感のある対戦が可能になった。
飛龍の拳烈伝GB　2000年12月22日発売（16M、3,800円）
内容的には『飛龍の拳外伝』をカラー化してストーリーを変更したもので、ゲーム内容は同様。初回限定生産はファミコン版『飛龍の拳III 五人の龍戦士』のソフトが付属しているが、価格は通常版と同じ。

### プレイステーション版
バーチャル飛龍の拳　1997年7月17日発売（5,800円）
3Dポリゴンを使用した対戦格闘。『SD飛龍の拳』シリーズに登場する「紅夕華」「A・ローズマン」「RAIMA」がリアル頭身化され、新キャラクターに「アレフ」「ケビン」「ケイト」「レッドファルコン（SD飛龍の拳に登場したスザクの人間体）」「元涯」が追加された。
ポリゴン表現やテクスチャーは丁寧な作りであるが『心眼』が3D格闘ゲームに対する適した調整をされておらず無意味なシステムになってしまっており、さらにキャラごとの性能差が激しいため、格闘ゲームとしてはバランスが悪い作品となっている。

### NINTENDO64版
飛龍の拳ツイン　1997年12月18日発売（128M、6,980円）
リアル頭身での3D対戦格闘ゲーム的な要素が強い『バーチャル飛龍の拳』のバージョンアップ版（ただし、操作性などが格段に改善された反面、登場キャラクターは大幅に削除されている）と、キャラクターをデフォルメし操作も簡略化しつつアイテム（作品中では「おたから」と表現）の収集およびキャラクターの育成要素を大幅に強化した『SD飛龍の拳』の2種類のゲームが同時収録。
SD飛龍の拳伝説　1999年1月29日発売（256M、6,480円）
『飛龍の拳ツイン』に収録されているSDバージョンの続編で、おもなゲームシステムは同バージョンを踏襲している。『スーパーチャイニーズ』シリーズからは、前作から登場していた「ロボの花」「ボクチン」に続いて新たに「ジャック」「リュウ」「ゴウファイヤー」が参戦している。また、『ツイン』ではバーチャルモード専用だったキャラクターの多くもSD化された。そのためプレイアブルキャラクターが当時としては非常に多く、モーション流用のコンパチキャラクターやモデル・テクスチャ違いも含めると、総勢54体の登場を謳っている。さらに、使用キャラクターは主人公の龍飛のみで固定だが、旧作の世界観をなぞったストーリーモード等も追加されている。

### 開発中止
- 飛龍の拳1・2・3プラスワン（発表時の対応ハード、ゲームボーイアドバンス）
- 飛龍の拳プロ（発表時の対応ハード、スーパーファミコン）
- SD飛龍の拳エピソードI 奥義の書（発表時の対応ハード、プレイステーション）
- バーチャル飛龍の拳ダッシュ（発表時の対応ハード、プレイステーション）
- 飛龍の拳ジーオン（発表時の対応ハード、プレイステーション）
- 飛龍の拳スタジアムDD・SDバージョン（発表時の対応ハード、64DD用拡張ディスク）
- 飛龍の拳スタジアムDD・リアルバージョン（発表時の対応ハード、64DD用拡張ディスク）
- SD飛龍の拳伝説EX（発表時の対応ハード、プレイステーション）
- 新格闘術 飛龍の拳列伝（発表時の対応ハード、ドリームキャスト）
- 飛龍の拳伝説GB・SDバージョン（発表時の対応ハード、ゲームボーイ）
- 飛龍の拳伝説GB・リアルバージョン（発表時の対応ハード、ゲームボーイ）

## 物語
『飛龍の拳 奥義の書』
中国の秘境、龍飛峰に生まれ育った少年・龍飛（りゅうひ）。ある日、武芸の師であり育ての親でもある寿安老師（じゅあんろうし）が謎の組織・龍の牙（りゅうのきば）の手にかかり、必殺奥義「飛龍の拳」の奥義書を奪われる。
老師は、数巻に分けて記された奥義書のうち、ただ一つ取り戻した「心眼の書」を「少林寺の貫主・元涯（げんがい）に渡せ」と言い残し、息を引き取る。そして、龍飛は老師の最期の言葉に従い、少林寺へと旅立つ。
少林寺で再修行に励み、元涯より心眼の極意を伝授された龍飛は、龍の牙から奥義の書を取り戻すため異種格闘技世界大会へ挑む。そして、幾多の戦いの中で龍飛は宿敵・龍の牙が世界征服を企む暗黒界の手先であることを知る。
龍飛は異種格闘技世界大会の決勝戦まで勝ち進み、龍の牙の総帥・龍魔王フーズ・フーとの決戦に臨む。
『飛龍の拳II ドラゴンの翼』
世に光と闇という二つの力が溢れていたはるか昔、魔界の大王「大魔神」は黒き鎧に身を固めた兵士を率い、天界征服の戦いを始めた。
英雄「龍天大聖（りゅうてんたいせい）」の勝利により天界は救われ、大魔神は「曼荼羅（まんだら）」の力で封印されたが、大魔神は「赤き凶星来るとき、我必ずや復活せん」という予言を残した。龍天大聖は大魔神の復活を阻止するため、5人の龍戦士を地上に遣わした。
龍魔王フーズ・フーとの死闘を繰り広げた異種格闘技世界大会より4年。青年・龍飛は中国の秘境・龍飛峰で修行に励んでいた。
『飛龍の拳III　五人の龍戦士』
人々がこの世に生まれ出るはるか昔、天界と暗黒界のあいだに、想像を絶する大戦争が繰り広げられた。この戦いは、天界の英雄、龍天大聖が暗黒界の大魔神に勝利し、大魔神をはるか遠くの次元へと封印することによって終結をみる。
時は現代。天空に怪しく光る赤い星が現われる。これこそ大魔神復活の兆しである。天界から遣わされた龍飛たち5人の龍剣士は、龍魔王フーズ・フー率いる龍の牙や、強敵月光衆など、大魔神の復活を担う者たちとの激しい戦いを乗り越え、目覚め戦いは終わったかに見えた。
しかし安息の日々を送る龍剣士の頭上に、赤い凶星が忽然と現われその輝きを増しはじめる。平和な各地で、若者たちが謎の集団失踪を遂げ、街は暴徒の支配する魔都と化す。世界を覆う黒い影に招かれ、5人の龍戦士は闘いの禍中へとその身を投げ出していく。
『飛龍の拳S ゴールデンファイター』

『SD飛龍の拳』

『飛龍の拳外伝』
伝説の秘宝「飛龍のメダル」を狙う暗黒界の使者、魔天衆。クベラ率いる悪の格闘家「ダークドラゴン」に、龍戦士・龍飛はただひとり立ち向かう。彼の故郷である龍飛峰を舞台に「飛龍のメダル」をめぐる壮絶な死闘が繰り広げられる。
『飛龍の拳列伝GB』
西暦200×年。赤き凶星が迫る。飛龍の拳の伝承者、龍飛は師匠である元涯と凶星が落ちるとき、かつて封印したはずの「大魔人」復活を予感し、その復活を阻止するべく旅立つ。
『バーチャル飛龍の拳』

## 登場人物
『バーチャル飛龍』では龍飛ら5人の龍拳士とフーズフーは声も出るが、声優名は不明である。

### 五人の龍戦士
読みは「ごにんのドラゴン」。大魔神を討ち滅ぼした龍天大聖が大魔神の復活を阻止するために地上へ遣わした五人の戦士。『飛龍の拳II』からは変身することにより鎧のような衣装に身を包み、法力を使用することができるようになる。続編の『飛龍の拳III』からは武器（双剣か棍）が使用することになる。
なお,龍戦士という設定は『飛龍の拳II』から登場した。ストーリーモードではコマンドで『なかま』を選ぶと交代出来るが、『飛龍の拳II』と『飛龍の拳S』（ミンミン以外）では魔界衆や月光衆などと対決しか交代できない。
龍飛（りゅうひ）
主人公。22歳(初代は20歳)、中国・龍飛峰にて育ての親でもある寿安老師に師事して拳法を学んでいた。若年であるが、門外不出の必殺奥義である「飛龍の拳」を使いこなすほどの達人。老師が暗殺された後はその遺言に従い、寿安老師の親友である元涯のもとに身を寄せる。龍戦士のリーダーとして師の敵であり大魔神復活を企む龍の牙と戦い、道中で知り合った仲間の覚醒を手助けする。一人称は「おれ」。黄金龍の化身。基本カラーは初代は緑（書を取り戻す度に変化し最後は赤）、『II』は青、『ゴールデンファイター』以降は変身前は赤で変身すると青。使用する武器は双剣、法力は天系の技を使う。
ミンミン
龍戦士の紅一点で麒麟の化身。20歳。拳法界の天才少女と評される。武芸の手ほどきを受けていた父親を龍の牙に殺害された。初代『飛龍の拳』では龍飛のライバルだった。初代の髪型はシニヨンだったが、『ドラゴンの翼』からはポニーテールに変化している。昇龍と行動することが多い。一人称は「わたし」。基本カラーはピンク、『ゴールデンファイター』以降は変身前は白。使用する武器は双剣、法力は炎系の技を使う。『ゴールデンファイター』および『ハイパーバージョン』のストーリーモードでは怪我を負った影響で使用することができず、変身もできない（ただし、対戦モードでは変身前の姿で使用が可能）。
ハヤト
フルネームは「ゴウ・ハヤト」。龍戦士の一人で鳳凰の化身。24歳。熊を相手に修行を積む日本出身の空手家（『バーチャル飛龍の拳』以降では古武術家）で、独自の流派を築くべく研鑽に励んでいる。第一作では「実直素朴な性格」で暑苦しい出で立ちだったが、『II』以降は長髪の美男子となって性格もキザになっており、後発作品では女性キャラクターとの絡みも増えている。龍飛とはライバルであったが、龍戦士として目覚めて以降は共闘する。一人称は「わたし」。基本カラーは紫。使用する武器は棍、法力は風系の技を使う。
ワイラー
龍戦士の一人で獅子の化身。29歳。龍戦士の中では最も大柄かつ最年長である。CIAに所属しており、上の3人とは異なり、伝統武術ではなく近代的な軍隊格闘術の使い手。ゲーム中では体力や攻撃力に秀でている。生物兵器研究所の第一次調査隊の最後の生き残りで、龍飛たちと出会い龍戦士として覚醒した、一人称は「おれ」。基本カラーは青、『ゴールデンファイター』では緑。使用する武器は棍、法力は雷系の技を使う。
昇龍（しょうりゅう）
龍戦士の一人で白金龍の化身。15歳。龍戦士の中では最年少であり、体術においても未熟であるが、世界的に有名なゴーストハンター（超常現象解明組織）「征魔団」の総帥を務めるほど卓越した超能力の持ち主でもある。初見でハヤトからは「生意気なガキ」と発言され、ゲーム中では法力に長けている。作品によってはその身軽さを生かしてルチャリブレ（メキシカンプロレス）をバックボーンに戦うこともある。一人称は「ぼく」。基本カラーは黄緑、『ゴールデンファイター』では青。使用する武器は双剣、法力は光系の技を使う。

### 龍の牙
大魔神復活を企む集団。魔界衆とも呼ばれる。龍戦士および少林寺とは敵対関係にあたる。
龍魔王フーズ・フー（りゅうまおうフーズ・フー）
龍の牙の長で龍飛の永遠のライバル。普段は人の姿をしているが、龍の様な頭を持つ。一人称は「わし」。フドウの弟。『飛龍の拳S』では謎の格闘家で登場する。武器は双剣。
牙龍獣士六人衆（がりゅうじゅうしろくにんしゅう）
魔妖少女ゾラ、妖魔師タロン、牙戦士トルド、妖獣ペボラ、魔妖獣カーリー、龍鬼飛獣ゴードンの六人。
『飛龍の拳』にて道中の龍飛を襲う。
魔界衆四天王（まかいしゅうしてんのう）
ダリタラー、ビルークシャ、バイシュラ、ビラダーカの四人。
『飛龍の拳II』で選抜試合(ダリタラー、ビラダーカ)や生物兵器研究所（ビルークシャ、バイシュラ）で龍飛らを襲う。法力は暗黒系の技。
月光衆四殺王（げっこうしゅうしさつおう）
ゲンブ（玄武）、ビャッコ（白虎）、セイロウ（青狼）、スザク（朱雀）の四人。
『飛龍の拳II』にてフーズ･フー（龍魔王）が倒された後、スザクが「独自で大魔神を復活させる」と言い残し、供に動き出す。魔宮殿にいる。法力は金剛系の技を出す。
リーダー格であるスザクは以降のシリーズにもたびたび登場しているが、『飛龍の拳III』では「レッドファルコン」なる格闘家を倒すと正体を現し『月光拳』を使う。スザクの額には、かつて龍戦士たちの戦いで受けた傷跡が残っている。
『SD飛龍の拳』では龍飛のライバルとしての位置づけであり、多くのキャラクターのシナリオでラスボス的な地位になっている。名前の由来は四神から（青龍のみ変更）。
『バーチャル飛龍の拳』ではレッドファルコンのみが登場し、龍飛の命を執拗に狙う素性不詳の拳法家で『真紅の隼』と呼ばれているという設定になっている。
「バーチャル飛龍 Ver1.5」と「SDひりゅう」の2種類のゲームを同時収録した『飛龍の拳ツイン』では、「バーチャル」にレッドファルコンが、「SD」にスザクが登場する。しかし両者とも出で立ちや戦闘スタイル・奥義が酷似しており、事実上はSD版スザクがバーチャル版レッドファルコンに対応するキャラクターとなっている。
『飛龍の拳ツイン』のSDモードの続編にあたる『SD飛龍の拳伝説』では、スザクのコンパチキャラクターとしてレッドファルコンも登場するが、両者の外見上の大きな違いは頭飾りの有無くらいである。また、ストーリーモードでは主に格闘家レッドファルコンが登場するが、人間界にいる龍飛と天界の亡師とのテレパシー通信を妨害するなど、ときに常人離れした能力を発揮する描写がある。
『飛龍の拳烈伝GB』では、アクションモードの2周目の最後の敵として登場するが人間界での姿で登場する。
五大明王（ごだいみょうおう）
破壊明王アイゼン(武器は棍)、暴風明王クジャク(武器は双剣)、冥界明王グンダリ(武器は双剣)、剛力明王コンゴウ(武器は棍)、邪計明王ヤシャ(武器は双剣)の五人。コンゴウとヤシャは双子の兄弟で、法力は波動系の技を出す。『飛龍の拳III』に登場する。アイゼン、クジャク、グンダリの3人は本性を隠している。
龍魔王フドウ（りゅうまおうフドウ）
『飛龍の拳III』に登場するフーズ・フーの兄。五大明王の統率者でもあり、魔将明王とも呼ばれている。武器は双剣、法力は波動鬼神撃。
修羅四殺王（しゅらしさつおう）
アイアンジェイソン、グリムゾン、ブロードウェイジョン、アースクエイカーの四人。グリムゾンは2回戦うことになる。
『飛龍の拳S』に登場する。
金剛七部神（こんごうしちぶしん）
『飛龍の拳S』のエンディングにて明らかにされた存在だが、以降のシリーズでは『飛龍の拳SD』に登場するケンダラが金剛七部神の一人であることが判明しているのみである。ちなみにケンダラの配下がダディ&ジェニファーである。
魔天衆（まてんしゅう）
スカンダ、ダキニ、ラセツ、マリテイ、クベラの五人。『飛龍の拳外伝GB』に登場する。
ダークドラゴン
『飛龍の拳外伝』に登場する。魔天衆の力によって産み出された。戦闘グラフィックは龍飛の色違い。
龍牙五傑衆（りゅうがごけつしゅう）
アロー、ブロンドー、ブラキオー、トリケラー、ティラノオーの五人。『飛龍の拳烈伝GB』に登場する、龍飛峰に500年前から封印されていた。
魔界衆（まかいしゅう）
アガナ、ソーマ、バジュラ、ケイツ、ラゴウ、チャンドラー、バルナの七人。『飛龍の拳S』に登場する。
武器はソーマ、バジュラ、チャンドラーが双剣、アガナ、ケイツ、ラゴウ、バルナが棍。なお、アガナはフィッシュ（ムエタイ）、ソーマは伊達（空手家）、バジュラはジム オーナー（レスラー）、ケイツはウィリー（ボクサー）にそれぞれ扮している。
牙闘士（きばとうし）
龍の牙に所属する戦闘員。法力は使えず（『ドラゴンの翼』は闘気のみ）、闘気と飛龍の拳を使用する。
世界大会などで姿を偽って龍飛に戦いを挑む者もいるが、特定の方法で姿を暴くことが出来る。
邪神ナーガ（じゃしんナーガ）
ペルーの生物兵器研究所で復活させられた魔獣。『飛龍の拳II』に登場する。
大魔神（だいまじん）
かつて天界の征服を目論んだ魔神。龍天大聖に敗れ、封印された。『飛龍の拳II』に登場する。『飛龍の拳III』のエンディングで封印が解かれる。『烈伝GB』では赤い星となって復活している。
合体明王（がったいみょうおう）
『飛龍の拳III』で登場した、フドウと五大明王が合体した魔獣。

### その他
寿安老師（じゅあんろうし）
龍飛の育ての親であり、同時に龍飛が最初に師事した武術家でもある。龍の牙に襲撃され致命傷を負い、自らが編み出した奥義「飛龍の拳」の奥義書を奪われてしまう。奥義書各巻のうち唯一取り戻すことのできた「心眼の書」を龍飛に託すとともに、龍飛に少林寺へ身を寄せるよう言い残し力尽きた。
元涯（げんがい）
少林寺の貫主であり、青壮年期は『少林寺の至宝』と呼ばれていたほどの武術家である。寿安老師とは同門で旧知の仲であり、彼が暗殺されたのちに龍飛を引き取る。龍飛の第二の師として彼を育て上げ、心眼の極意を伝授する。作品によっては、元涯自身もプレイヤーキャラクターとして操作することもできる。
龍天大聖（りゅうてんたいせい）
過去に大魔神との戦いに勝利し、大魔神を曼荼羅の力で封印した天界の英雄。『II』と『III』では最後の敵で5人の龍戦士が合体する、『II』ではマニアモードのみ。基本カラーは黄色（龍飛の色違い）、武器は日輪剣（双剣）。
レッド・ファルコン
月光衆スザクが人間界に変身した姿及び偽名、『月光拳』を使う、青色の髪に真紅の道着を着ているのが特徴で、龍戦士との初戦で敗北した際に付けられた横一文字の傷が鼻筋に残っている。スザクとしてもレッドファルコンとしても、龍戦士（とくに龍飛）をライバル視する敵役として後発作品にも複数回登場している。
ライオンキッド
初代と『II』に登場するマーシャルアーツ選手。
初代では龍の牙の一員として登場するが、『II』では一般の格闘家として登場する。
ソンラム
初代と『II』に登場するムエタイ選手。選抜試合に登場する。

### 『飛龍の拳　奥義の書』の登場人物
ゴウ ハヤト(空手)
予選Aの一回戦の相手、後の作品で仲間になる。
ミンミン(拳法)
予選Aの二回戦の相手で龍飛と同じ技などを使い、後の作品で仲間になる。
J･ターガン(タイ式)
予選Aの最後の相手、倒すと牙闘士に変身する。
ゾンゲリアン(プロレス)
予選Bの一回戦の相手。
ソルジャーX(ボクシング)
予選Bの二回戦の相手。
コクウンサイ(拳法)
予選Bの最後の相手。条件を満たすと牙闘士に変身する。
ファイター?(ボクシング)
予選Cの一回戦の相手。
モンゴルハーン(プロレス)
予選Cの二回戦の相手。
ライオンキッド(マーシャルアーツ)
予選Cの最後の相手。条件を満たすと牙闘士に変身する。
ソンラム(タイ式)
世界大会前半の一回戦の相手。
ムゲン シロウ(空手)
世界大会前半の二回戦の相手。条件を満たすと牙闘士に変身する。
ウルフモーガン(マーシャルアーツ)
世界大会前半の最後の相手。
デーモンカブキ(プロレス)
世界大会後半の一回戦の相手で、足が弱点。条件を満たすと牙闘士に変身する。
ガイガーブルーザー(ボクシング)
世界大会後半の二回戦の相手。
フーズフー(拳法)
世界大会後半の最後の相手。倒すと龍魔王としての正体を表す。

### 『飛龍の拳2 ドラゴンの翼』の登場人物
風刹（ふうせつ）
唐仙房の和尚の一人。疾風の拳を譲渡する。
炎刹（えんせつ）
唐仙房の和尚の一人。倒すと「マイトレーヤの鏡」が手に入る。
羅漢（らかん）
唐仙房の和尚の一人。法力を譲渡する、倒すと「ビシャヤの剣」が手に入る。
西郷（さいごう）（牙闘士）
のちに牙闘士に変身。倒すとドラゴンの翼が手に入る。
ブロディー
選抜試合に登場するレスラー。
クラッシャー（ダリタラー）
選抜試合に登場したボクサー。下段回し蹴りを当てると本性を現す。本性はダリタラー。
牙闘士（バイシュラ）
ペルー生物研究所の中庭にいる。闘気でとどめを刺すと本性を現す。本性はバイシュラ。
ハーケン（ビラダーカ）
世界大会の相手。マーシャルアーツの貴公子とも呼ばれている。
飛龍の拳でとどめを刺すと本性を現す。本性はビラダーカ。
大門（だいもん）
世界大会最初の相手。「修羅地獄拳」を使うかなりの強敵。
ウォリアー
世界大会のレスラー。生命力が特に高い。
サムザック
世界大会の相手。「お前はもう死んでいる」と龍飛に突っ込みを入れてしまう。
フーズフー
世界大会の最後の相手で龍の牙の総統。
ダリタラー
クラッシャーの本性で、魔界衆四天王の一人。法力は「あんこくもうりょうは」。倒すと「ドラゴンの翼」が手に入る。
ビルークシャ
魔界衆四天王の一人。法力は「あんこくむえんじゅ」。倒すと「マンジュシュリーの鏡」が手に入る。
バイシュラ
ペルー生物研究所の牙闘志の本性で龍魔王の軍師。魔界衆四天王の一人。法力は「あんこくひょうはじん」。倒すと「ドラゴンの翼」が手に入る。
ビラダーカ
ハーケンの本性で、魔界衆四天王の一人。法力は「あんこくきじんは」。倒すと「アーンクの剣」が手に入る。
龍魔王
フーズ・フーの本性。法力は「てんくおんらいげき」。倒すと「アミターバの珠」が手に入る。
玄武（ゲンブ）
月光衆の一人。法力は「こんごうげきりゅうかい」。倒すと「鬼神鈴」が手に入る。
白虎（ビャッコ）
月光衆の一人。法力は「こんごうどごうげき」。倒すと「鬼神鏡」が手に入る。
青狼（セイロウ）
月光衆の一人。法力は「こんごうふうがじん」。倒すと「鬼神珠」が手に入る。
朱雀（スザク）
月光衆の一人でリーダー格。法力は「こんごうてんめつかい」。倒すと「シャーキの珠」が手に入る。
キバとうし
法力、飛龍の拳は使わない龍の牙の下級戦士。一部は「ドラゴンの翼」を持ったり、「キリークの剣」を持っている。

### 『飛龍の拳3 5人の龍戦士』の登場人物
破壊明王アイゼン
ケビン・クラークの本性で五大明王の一人。法力は「はどうれっぱこう」、色は赤で武器は棍。龍飛と戦う。
暴風明王クジャク
偽者のしらぬい老人の本性で五大明王の一人。ナルシストな容姿、法力は「はどうがいきょうじん」、色は濃い青で武器は双剣。ハヤトと戦う。
冥界明王グンダリ
ラセツ・サタンファーの本性で五大明王の一人。大魔獣ハリティモをワイラーが襲う、法力は「はどうれつじんげき」、色は赤紫で武器は双剣。ワイラーと戦う。
剛力明王コンゴウ
五大明王の一人。メンバーの中で力や体力が高い。法力は「はどうげんまかい」、色は青で武器は棍。ミンミンと戦う。
邪計明王ヤシャ
五大明王の一人。コンゴウとは兄弟にあたる。メンバーの中では体力は少ないが素早さは極めて高い。法力は「はどうしゃくえんらん」、色は濃い紫で武器は双剣。昇龍と戦う。
龍魔王フドウ
魔将明王とも呼ばれている、五大明王の総率者。法力は「はどうきじんげき」、色は黒で武器は双剣。
リン・ハーレイ
拳法家、口から火を吐く、飛龍の拳だけで倒すと本性を表す。
しらぬいしずか
しらぬい老人の娘。
モンスター・T
異種格闘技世界大会に登場するマーシャルアーツ
マイク・デュラン
異種格闘技世界大会に登場するボクサー、回避や力が長けるが体力が少ない。
コナン
異種格闘技世界大会に登場するプロレスラー。
サガット
異種格闘技世界大会に登場するムエタイ、実は龍の牙。
だいもん
前作にも登場した空手家、「修羅地獄拳」を使う。
レッド・ファルコン
月光衆スザクが人間界に変身した拳法家。「月光拳」という技を出す。
月光衆スザク
前作にも登場した月光衆の一人。格闘家レッドファルコンを倒すとスザクとしての正体を現す。前回の戦いで負った傷が額に残っている。

### 『飛龍の拳外伝』／『飛龍の拳烈伝GB』の登場人物
内容はストーリーを変更しただけなので登場人物はあまり変わらない。『外伝』はカラー対応してないので色の濃さや頭の形の違いがいくつかある。『烈伝』はカラー専用なので基本カラーは統一されている。括弧内は戦闘タイプ。
りゅうひ(拳法)
プレイヤーキャラ。『外伝』で「ひとりたいせん」で拳法以外を選ぶと相手になる場合もある。
しょうかく（拳法）
ずいかく、そうりゅうと比べると白い肌の拳法家。
しでん（空手）
むつに比べると白い肌の空手家。
コブラ(ムエタイ)
飛龍の拳でとどめをさすとスカンダ（『烈伝』ではアロー）に変身する。
スカンダ／アロー(双剣)
コブラの本性。
メルカバ（プロレス）
レオパルドと比較するとやや頭の形が異なる。
バンス（ボクシング）
セイバーと比べると白い肌のボクサー。
ハインズ（マーシャルアーツ）
投げ技を2回決めるとダキニ（『烈伝』ではブロンドー）に変身する。
ダキニ／ブロンドー(双剣)
ハインズの本性。
ドラケン（ムエタイ）
コブラと比べると白い肌、回転しながら蹴りを入れる。
むつ（空手）
黒い肌の空手家。回避力に優れ、プレイヤーの攻撃がなかなか当たらない。反面、防御力が異常に低く、攻撃が当たりさえすれば1発で大ダメージを与えられる。しかし、むつは攻撃力も高いため、連続で攻撃を受けたり、必殺技を食らうと逆にプレイヤーが大きなダメージを負ってしまう。むつとの戦いは緊迫感のある勝負になる。
レオパルド（プロレス）
『外伝』も『烈伝』もメルカバと比較するとカラーリングはほぼ同じだが、頭の形が異なる。プレイヤーを空高く投げ飛ばし、頭から真っ逆さまに垂直落下させる必殺技が強力。上・中・下段の順番に攻撃を2回繰り返すとラセツ（『烈伝』ではブラキオー）に変身する。
ラセツ／ブラキオー(双剣)
レオパルドの本性。
ずいかく（拳法）
しょうかくと比べると黒い肌の拳法家。
アパッチ（マーシャルアーツ）
『外伝』も『烈伝』も色は同じだが、頭部の形が違っている。
セイバー（ボクシング）
下段の攻撃を5回決めるとマリティ（烈伝では『トリケラー』）に変身。
マリティ／トリケラー(双剣)
セイバーの本性。
そうりゅう（拳法）
『外伝』も『烈伝』もずいかくと形は同じで、1回も外さず飛龍の拳を3回くらわせるとクベラ（『烈伝』ではティラノオー）に変身する。
クベラ／ティラノオー(双剣)
そうりゅうの本性。
ダークドラゴン／スザク（拳法）
アクションモードの敵。２周目でラセツ(『烈伝』ではティラノオー)を倒すと出現。

## 必殺技
攻撃を与えるたびに（『飛龍の拳III』以降は敵の攻撃を防御するごとに）KOゲージが増えていき、100（ゲージが満タン）になると各種必殺技を使える。数回必殺技を使用したり、ダメージを受けるとKOゲージは減少する。
闘気（とうき）
体内の気功エネルギーを弾丸に換えて相手に飛ばす。主に牙闘士が好んで使用するが、『飛龍の拳II』以降はプレイヤー側も未変身時に撃つことが出来る。対戦モードでは使用できない。
飛龍の拳（ひりゅうのけん）
宙に舞い上がった後、相手に飛び掛るように蹴りを繰り出す必殺の奥義。龍戦士だけでなく、龍の牙（魔界衆四天王）や月光衆も使用してくる（『飛龍の拳III』では龍の牙や五大明王なら双剣の時も使う）。成長すると、軌道が変化したり分身が発生する。
法力（ほうりき）
『飛龍の拳II』より登場した必殺技。天界の技と呼ばれ、マントラを唱える事により衝撃波のような技を繰り出す。グラフィックは炎や雷など様々。使用できるのは龍の牙に対してのみで変身しないと使用できない、牙闘士は使えず、ガードは可能だが、変身していなかったり各法力に対応した鏡を持っていなかったりするとガードしてもダメージを受けてしまう。『飛龍の拳II』ではレベルを上げたり、ある道具を手に入れないと別の法力が使えない。『飛龍の拳III』ではレベルは廃止になったが、特定の道具を手に入れないと別の法力が使えない。
『飛龍の拳II ドラゴンの翼』
龍飛（りゅうひ）
- 吼龍翔烈波（こうりゅうしょうれつは） “オン マリシ”
- 吼龍帝撃（こうりゅうていげき） “オン アビラ”
- 大聖天翔（たいせいてんしょう） “オン マユキラ”
- 大聖降魔陣（たいせいこうまじん） “オン バサラ マリシ”

ミンミン
- 天舞夢炎撃（てんぶむえんげき） “ナム キャラカ”
- 天舞炎流界（てんぶえんりゅうかい） “ナム マリ サバラ”

ハヤト
- 風神衝撃（ふうじんしょうげき） “マカ ホダラ”
- 風神龍撃陣（ふうじんりゅうげきじん） “マカ ハドマ”

ワイラー
- 龍帝撃破（りゅうていげきは） “ライ ジンバラ”
- 龍帝爆烈破（りゅうていばくれつは） “ライ インダラ”

昇龍（しょうりゅう）
- 光翼天空波（こうよくてんくうは） “オン マリシェ”
- 光翼流星陣（こうよくりゅうせいじん） “オン バサラ ソバカ”

龍の牙
- ダリタラー：暗黒猛魎波（あんこくもうりょうは） “ヤシャ アビラ”
- バイシュラ：暗黒氷破陣（あんこくひょうはじん） “ヤシャ キャラカ”
- ビラダーカ：暗黒鬼神覇（あんこくきじんは） “ヤシャ インダラ”
- ビルークシャ：暗黒夢炎呪（あんこくむえんじゅ） “ヤシャ ハドア”
- 龍魔王（りゅうまおう）：天吼雷怨撃（てんくらいおんげき） “エンマ ラージャ”

月光衆四殺王
- ゲンブ：金剛撃流界（こんごうげきりゅうかい） “ジン トウ シャ”
- ビャッコ：金剛怒号撃（こんごうどごうげき） “ジン オン ソバカ”
- セイロウ：金剛風牙陣（こんごうふうがじん） “ジン イ ジョザク”
- スザク：金剛天滅界（こんごうてんめつかい） “ジン オン ジョカイ”

邪神ナーガ
- 金剛撃流界、金剛怒号撃（ゲンブ・ビャッコと同じ法力）
- 暗黒氷烈破（あんこくひょうれつは） “マハカ ナーガ バサラ”
- 暗黒転生界（あんこくてんせいかい） “マハカ ナーガ レイ”

大魔神
- 暗黒夢炎呪、金剛撃流界、金剛怒号撃（ビルークシャ、ゲンブ、ビャッコと同じ法力）
- 暗黒炎流界（あんこくえんりゅうかい） “アスラ ウンケン”
- 暗黒天滅波（あんこくてんめつは） “アスラ テンメツハ ウン”
- 金剛転生界（こんごうてんせいかい） “アスラ ライリン”

『飛龍の拳3 五人の龍戦士』
りゅうひ
- たいせいほうりゅうは オンテイ ソワカ
- たいせいこうまじん オンバサラマリシ
- てんせいりゅうおうげき オン バーンク

ハヤト
- ふうじんしっくげき マカ ハリバヤ
- げんむほうしょう マカ ハラタリバ

ワイラー
- らいげきこうれつは ライハラ ソワカ
- らいげきもうおうが ライケイ ジンバラ

しょうりゅう
- こうよくせんげきざん オン ミリトハッタ
- こうりんりゅうはどう オン ウムハッタ

ミンミン
- てんぶむえんげき ナム アミリタ
- てんくかえんらん ナム アラナウ

龍天大聖
- ひてんりゅうよくじん オン ナウマク サンマンダ
- てんしょうりゅうはじん オン バサラ アラタン

クリシュナ
- あんこくむげんかい バザラ バクシャラ
- あんこくどとうげき オン アロリキャ

ハリティモ
- あんこくむげんかい バザラ バクシャラ
- あんこくおんみょうじ ナウマク シャーダ
- あんこくかえんりん オン ハラ バッタラ

マカカーラ
- あんこくしっぷうじん オン サンマーヤ
- あんこくあくうりん バイロシャ ウン
- あんこくじんらい バジュラ ウン センダ

五大明王
破壊明王アイゼン
- はどうれっぱこう ナウマク アロリキャ ソワカ

暴風明王クジャク
- はどうがいきょうじん サン ザン サク ソワカ

冥界明王グンダリ
- はどうれつじんげき マカロ シャダ

剛力明王コンゴウ
- はどうげんまかい サンマンダ バジュラ ダン

邪計明王ヤシャ
- はどうしゃくえんらん ナウマク リョウ アク

龍魔王フドウ
- はどうきじんげき ナウマク カン マーン

合体明王
- あんこくしっぷうじん オン サンマーヤ
- あんこくかえんりん オン ハラ バッタラ
- あんこくじんらい バジュラ ウン センダ
- はどうがいきょうじん サン ザン サク ソワカ
- あんこくどとうげき オン アロリキャ

世界大会等で出てくるボクサーやプロレスラーにも必殺技がある。ガード不能だが、CPUが繰り出す前にはしばらくマークが表示されない準備時間があるので回避することができる。
飛龍の拳
拳法（カンフー）の必殺技で、作品シリーズのタイトルともなっている門外不出の秘奥義。旋風脚を大掛かりにしたような派手な技だが、ゲーム上では避けられやすいためか、『II』の対戦モードではランダムで高速版が発動する。対戦格闘ゲームのシリーズでは龍飛だけの必殺技となっている。通常版（大飛翔）と高速版（小飛翔）を任意に出し分けられる作品もある。
キラーズハリケーン
ボクサーの必殺技、瞬時に繰り出される連続パンチ。一瞬で攻撃判定が出るため、対戦モードではほぼ回避不能。
フライングブロー
ボクサーの必殺技、両手を前に突き出し全身をロケットのように飛んで体当たりしてくる。
三角飛び
空手家の必殺技、飛び蹴りの姿勢で飛んで来る。一度回避しても画面の端で反転して、もう一度飛んで来る。シリーズによっては何度も反転してくる場合があり避けづらい。
あびせ蹴り
空手家の必殺技、体全体をひねるように回転させたかかと落し。
ハリケーンキック
マーシャルアーツの必殺技、ジャンプしてリングのロープの上に乗った後、飛龍の拳のように回転蹴りをしながら飛んで来る。
飛び膝蹴り
タイ式(ムエタイ)の必殺技、膝を突き出した状態で体当たり。移動距離が長い。
ジャンピングニー
プロレスラーの必殺技、膝を突き出した状態で体当たり。シリーズによっては避けても画面の端で反転してくる。
修羅地獄拳
世界大会の「大門」だけが使う必殺技。使用時には画面が一時停止してセリフが表示される。PS版『バーチャル』では「アレフ式修羅地獄拳」の名称で、アレフの秘奥義（ゲージ使用の最上級技）となっている。
月光拳
『五人の龍戦士』に登場する「レッド・ファルコン（正体はスザク）」だけが使う必殺技。

## サウンドトラック
- 飛龍の拳　サウンドトラックBOX Ⅰ（2023年7月19日/CASSETRON/規格番号CTN-16）

『北派少林 飛龍の拳』から『ファイティングウォーズ』までの5作品と、NES版『FLYING WARRIORS』の音楽が収録されている。初のサウンドトラック商品となる。
・飛龍の拳　サウンドトラックBOX II（2024年1月24日/CASSETRON/規格番号CTN-23）
スーパーファミコン『飛龍の拳S ゴールデンファイター』『SD飛龍の拳』、ゲームボーイ『飛龍の拳外伝』『SD飛龍の拳外伝』の音楽が収録されている。

## 評価
『奥義の書』はファミコン通信クロスレビューでは5、7、8、8の28点。レビュアーは単純なカンフーゲームを映画を見ているようなストーリー仕立てに作り上げられ、息詰まる格闘でプレイヤーをその気にさせるゲームであり、難易度選択やパスワードコンティニュー可能なシステムも良く、ゲーム構成が変化することで違う楽しみ方もでき、AC版が好きだった人に勧められる格闘ゲームの決定版といえる力作だと賞賛した。